# Angelo Longoni
Pour les articles homonymes, voir Longoni (homonymie).
Angelo Longoni, né le 19 octobre 1956 à Milan et mort à Rome le 19 avril 2025, est un auteur dramatique et un réalisateur de cinéma et de télévision italien.

## Biographie
Né à Milan, diplômé de la Civica Scuola d'Arte drammatica Piccolo Teatro di Milano (it), Angelo Longoni commence comme acteur, puis écrit quelques œuvres de théâtre, quelques scénarios de cinéma et de télévision, sans oublier des romans et des récits. Il fonde le CENDIC (Centro Nazionale Drammaturgia Italiana Contemporanea - Centre national de dramaturgie italienne contemporaine).
Il est le père de trois filles : Margherita, Stella et Beatrice. Il est marié avec l'actrice et réalisatrice Eleonora Ivone. 
Angelo Longoni meurt à Rome le 19 avril 2025 à l’âge de 68 ans.

## Théâtre
- 1987 : Naja
- 1988 : Uomini senza donne

## Filmographie

### Télévision
- 2004 : Part time, téléfilm
- 2005 : Un anno a primevera, téléfilm
- 2006 : Fratelli, téléfilm
- 2007 : Caravaggio, téléfilm
- 2009 : Un amore di strega, téléfilm
- 2009 : Le segretarie del sesto, série télévisée
- 2011 : Tiberio Mitri: Il campione e la miss, série télévisée

### Cinéma
- 1993 : Caccia alle mosche
- 1996 : Uomini senza donne
- 1997 : Facciamo fiesta
- 1997 : Naja
- 2005 : Non aver paura
- 2013 : Maldamore (it)